# Maravilhas
Maravilhas este un oraș în Minas Gerais (MG), Brazilia.